# Hrabstwo Alexander (Karolina Północna)

Piramida wieku hrabstwa

Hrabstwo Alexander – hrabstwo w USA, w stanie Karolina Północna, według spisu z 2000 roku liczba ludności wynosiła 33603. Siedzibą hrabstwa jest Taylorsville.

## Geografia
Według spisu hrabstwo zajmuje powierzchnię 682 km², z czego 670 km² stanowią lądy, a 12 km² stanowią wody.

### Miasta
- Taylorsville

### CDP
- Bethlehem
- Hiddenite
- Stony Point

### Sąsiednie hrabstwa
- Hrabstwo Wilkes (północ)
- Hrabstwo Iredell (wschód)
- Hrabstwo Catawba (południe)
- Hrabstwo Caldwell (zachód)